# Somerset House

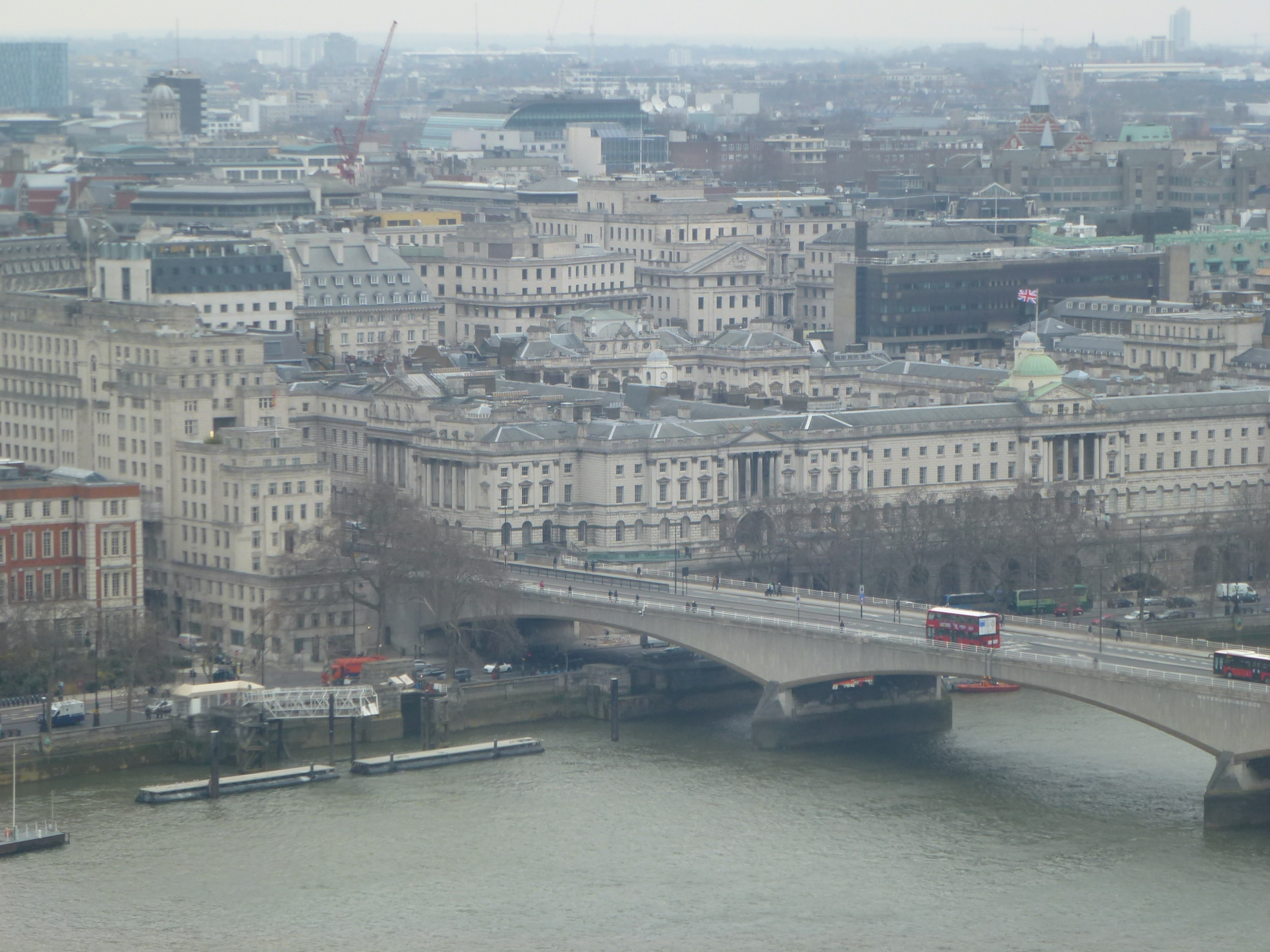
Vy över Somerset House sedd från London Eye söder om Themsen.

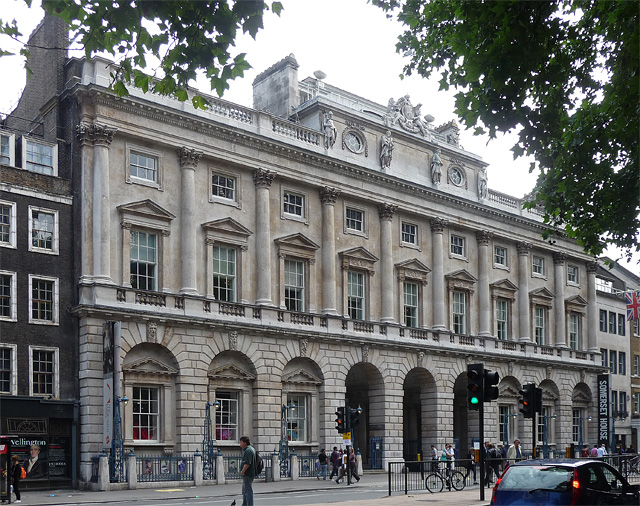
Entrén till Somerset House sedd från entrésidan mot norr och The Strand. Byggnaden räknas som den svensk-brittiske arkitekten William Chambers främsta i London.

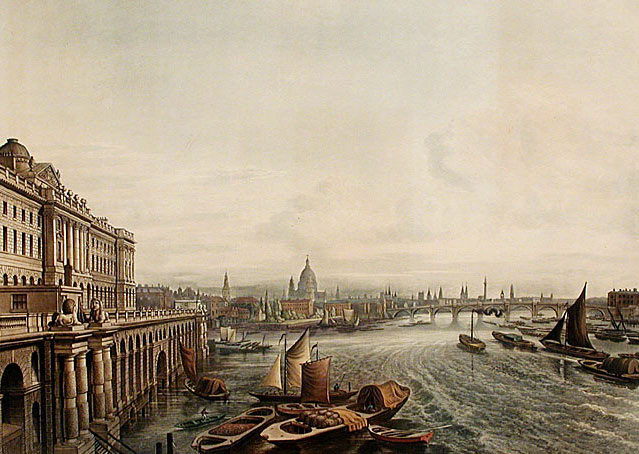
Somerset House 1817, med Themsen omedelbart utanför byggnaden.

Somerset House är ett byggnadskomplex i centrala London i Storbritannien, som bland annat inhyser Courtauld Institute of Art med Courtauld Gallery.
Mittdelen av nuvarande Somerset House ritades av William Chambers och byggdes 1776–96. En utbyggnad med flyglar gjordes på 1800-talet, varav den östra är en del av King's College London.

## Historik
Old Somerset House grundlades under 1500-talet och kom i kunglig ägo 1552. Mellan 1604 och 1692 användes det som privatbostad för Englands drottningar Anna av Danmark, Henrietta Maria av Frankrike och Katarina av Braganca. Efter 1692 förföll dock byggnaden i brist på användning och under följande sekel uppfördes därför en ny byggnad. 
Det nya Somerset House planerades vid mitten av 1700-talet som en "nationalbyggnad" och 1751 och 1775 tog parlamentet ett beslut i syfte att bland annat uppföra ett hus för ett stort antal offentliga institutioner i Somerset House.
För att rita och bygga det nya Somerset House anlitades William Chambers, vilken under tjugo år i omgångar sysselsatte sig med projektet. Bland dem som arbetade med bygget var Thomas Telford, då murare och senare ingenjör. Omkring 1780 blev den norra flygel, mot The Strand, färdig. Denna flygels utformning vilade på Inigo Jones ritningar för fasaden mot floden på den tidigare Somerset House. 
Efter William Chambers död 1796 färdigställdes den ursprungligen planerade byggnaden i huvudsak av James Wyatt. Senare tillkom "New Wing" och King's College London bakom de tidigare västra och östra flyglarna.
Somerset House inhyste ett antal lärda sällskap, bland annat Royal Academy, som William Chambers var med om att grunda, samt Royal Society och Society of Antiquaries.
I slutet av 1900-talet flyttade flera konstinstitutioner in i Somerset House. Först av dessa var Courtauld Institute of Art, tillsammans med Courtauld Gallery.

## Bildgalleri av Somerset House

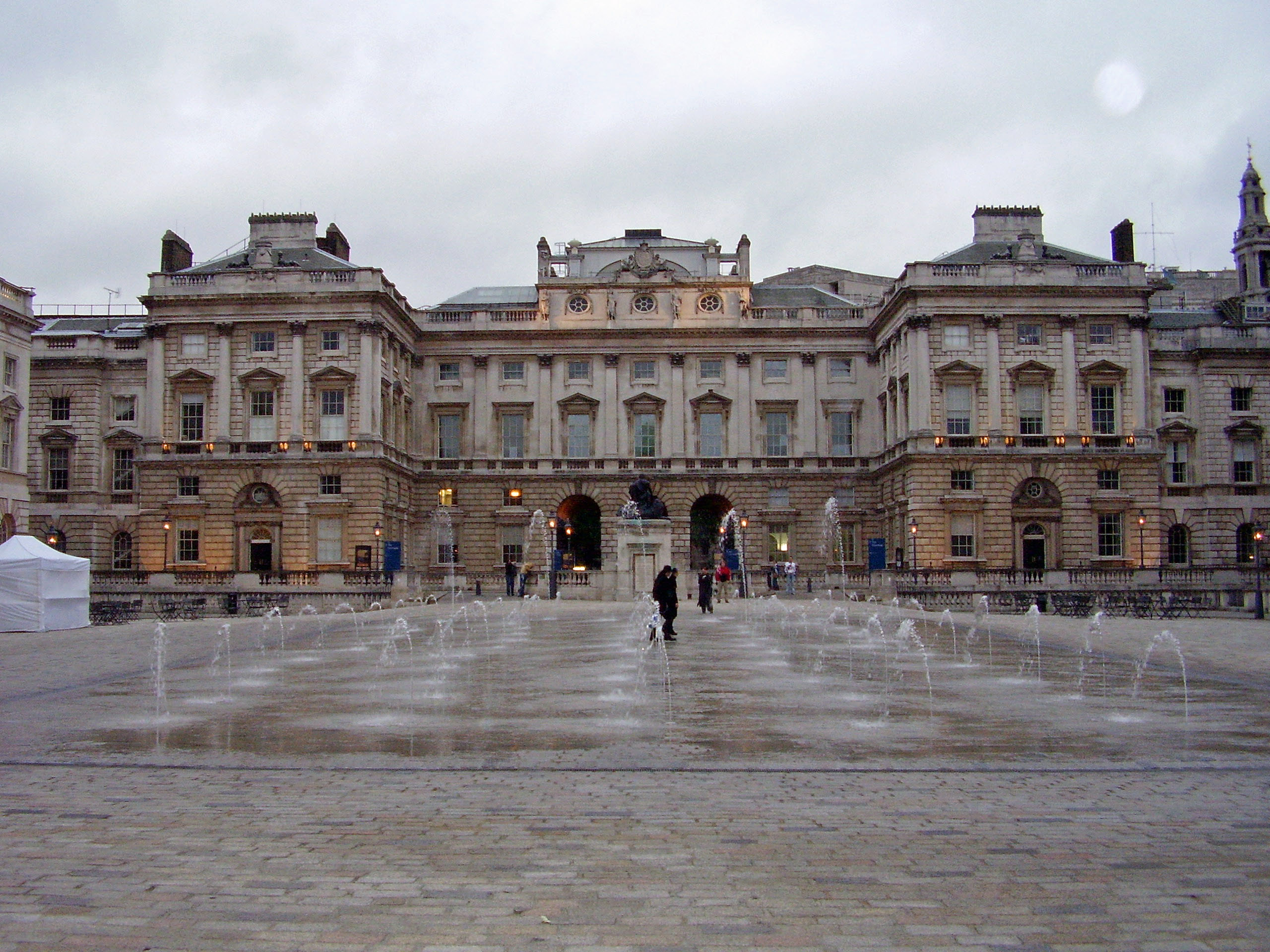
Strand block från gårdssidan, Somerset House
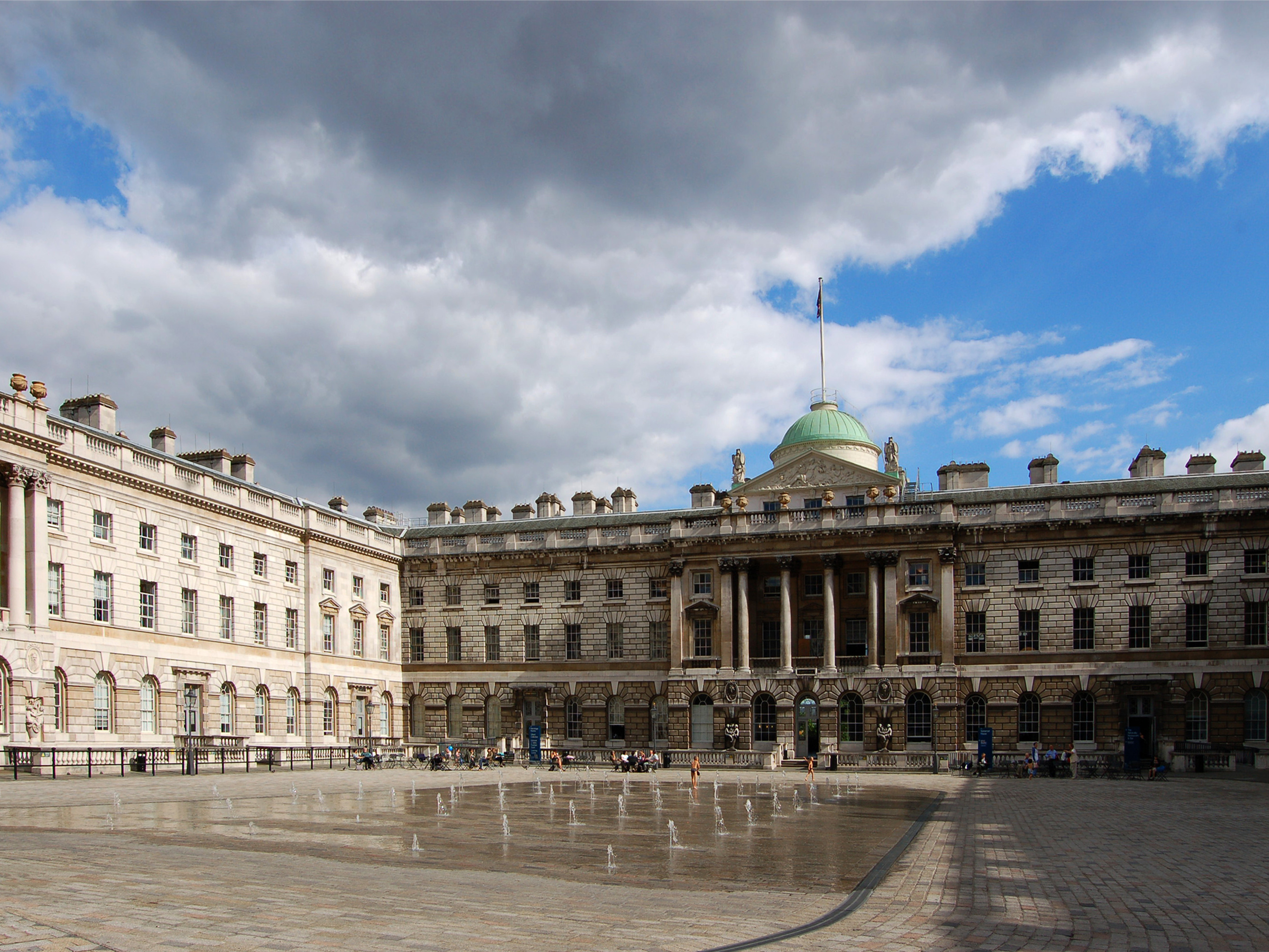
Courtyard, Somerset House
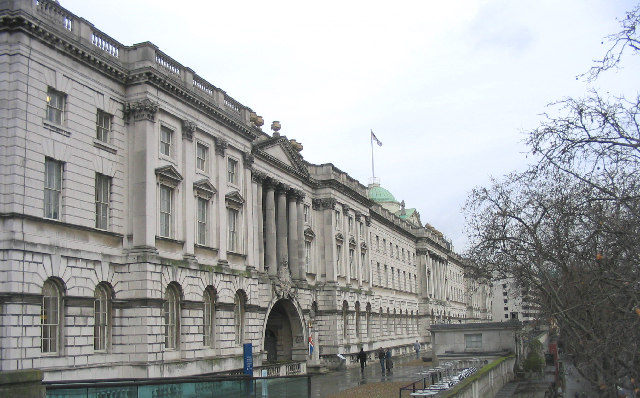
Fasad mot Thames-sidan av Somerset House
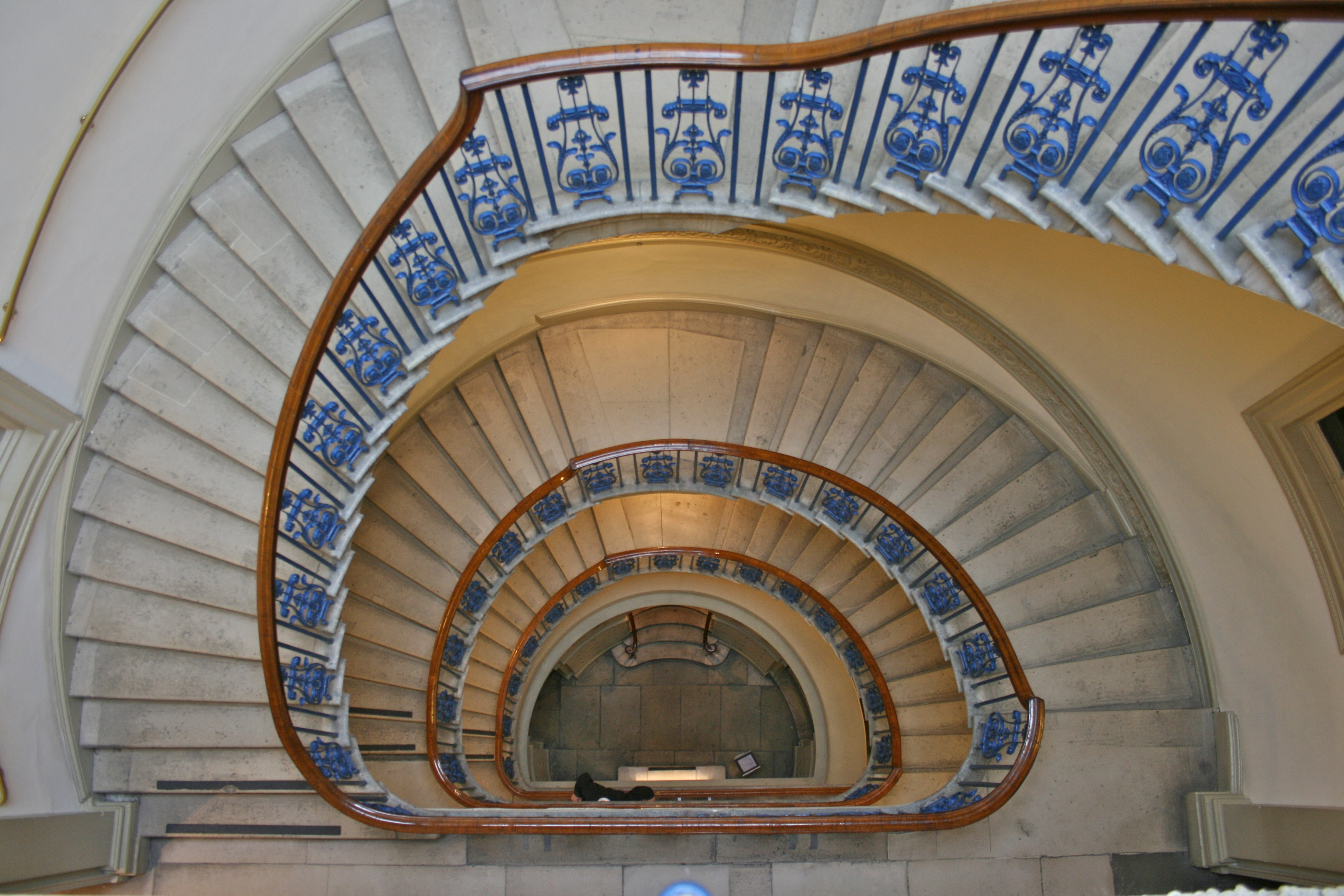
Trappa i Strand Block, Somerset House
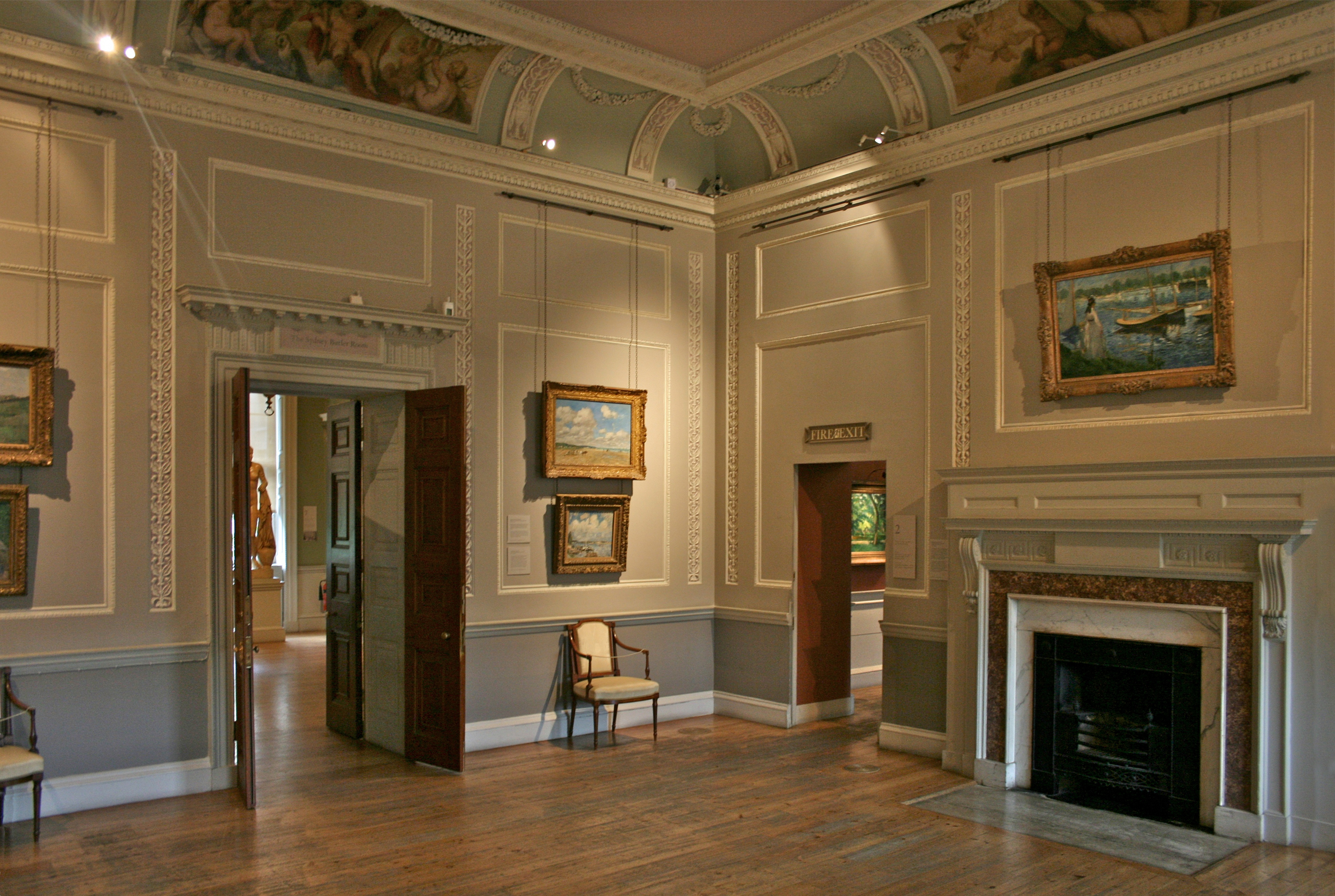
Rum i Strand Block, Somerset House
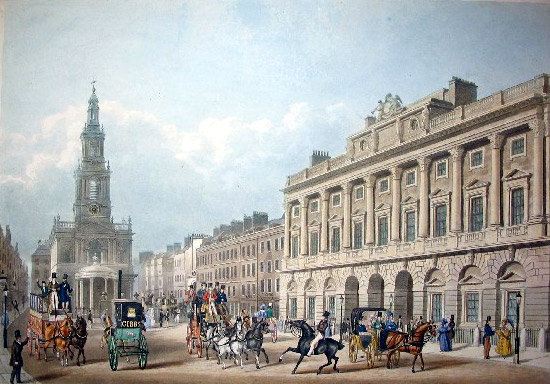
Fasaden mot The Strand, 1836.
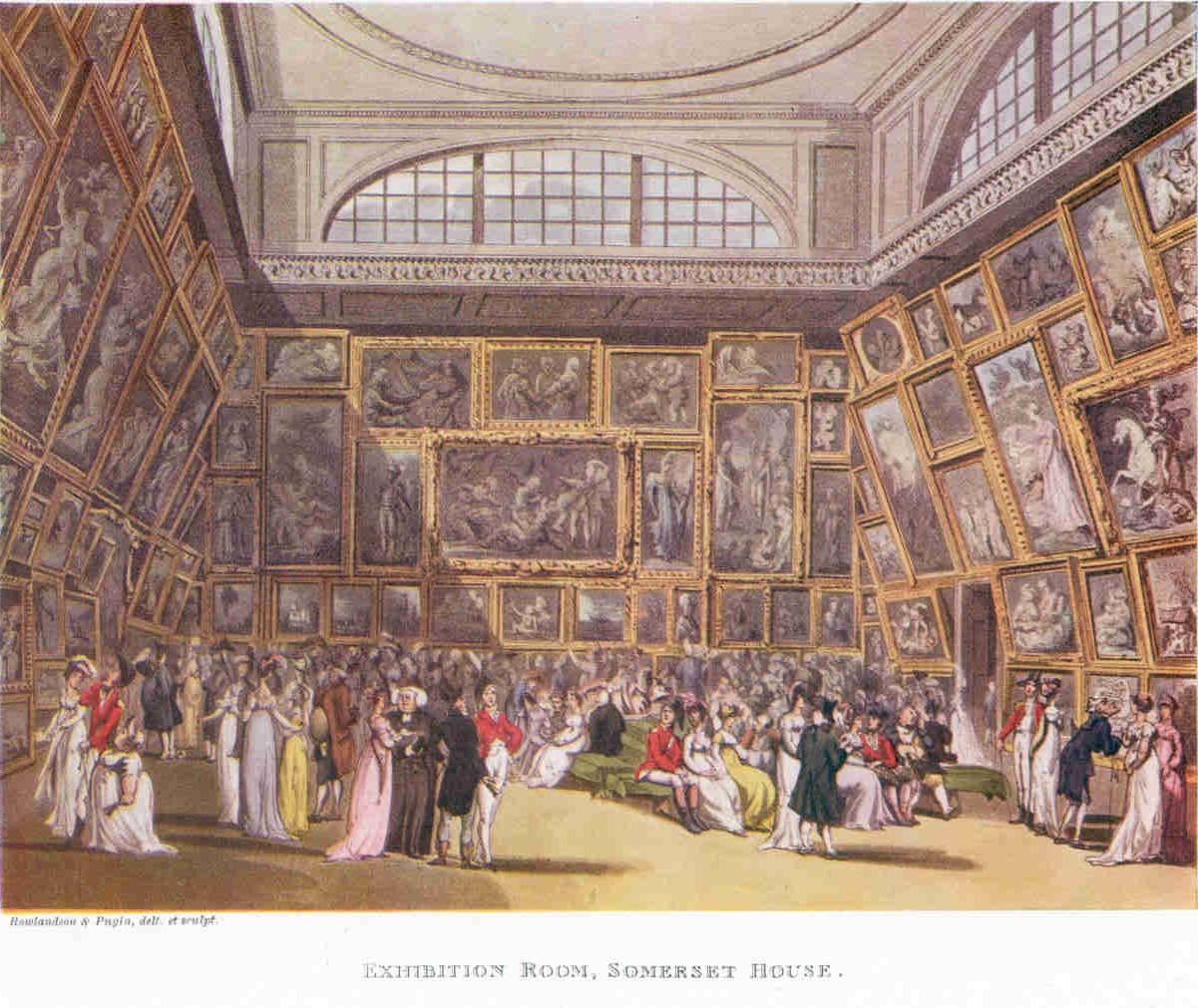
The Exhibition Room, tidigare Royal Academy, Somerset House
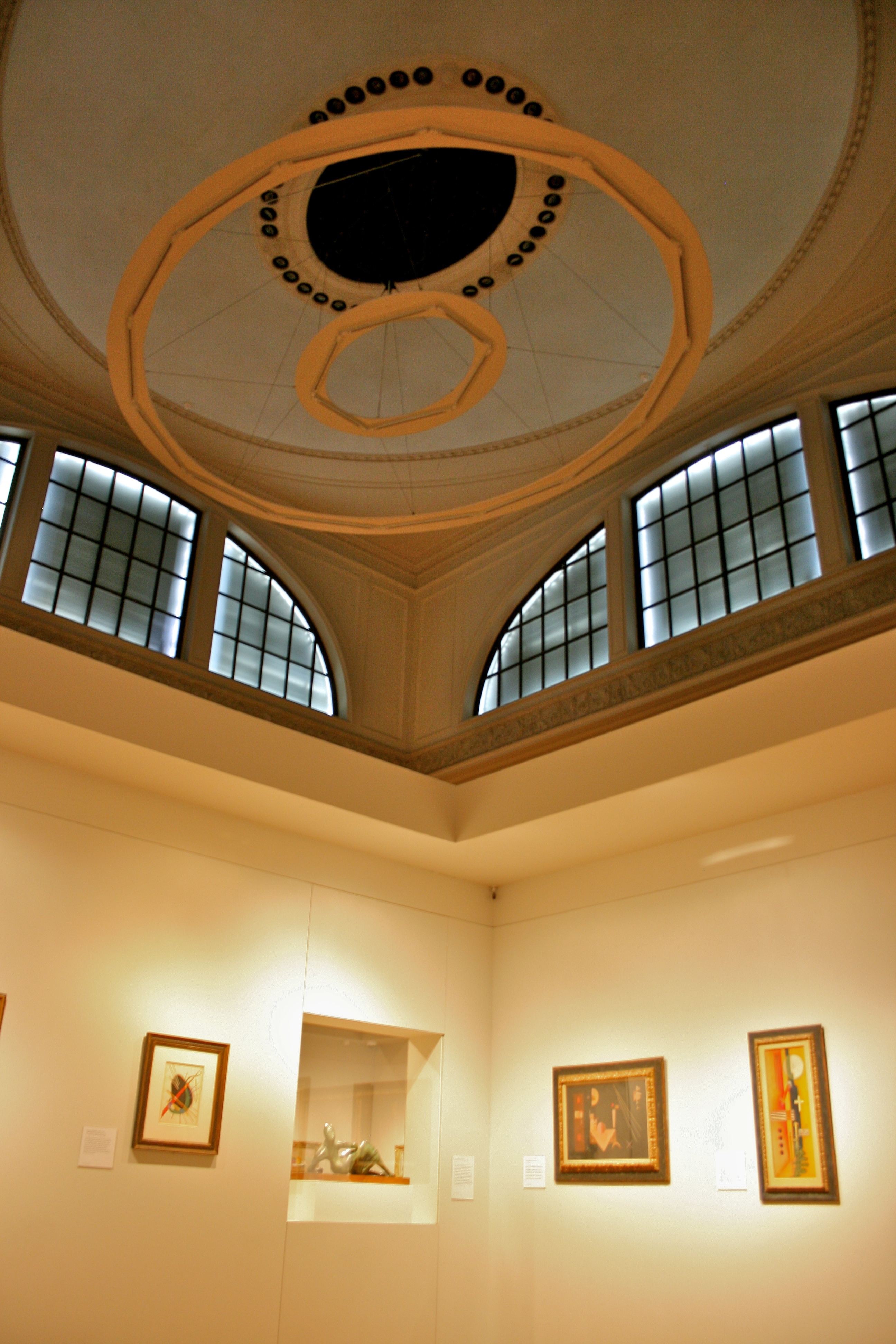
Tidigare Exhibition Room (Numera del av Courtauld Galleries), Somerset House, 1800